# Silnik o zapłonie samoczynnym

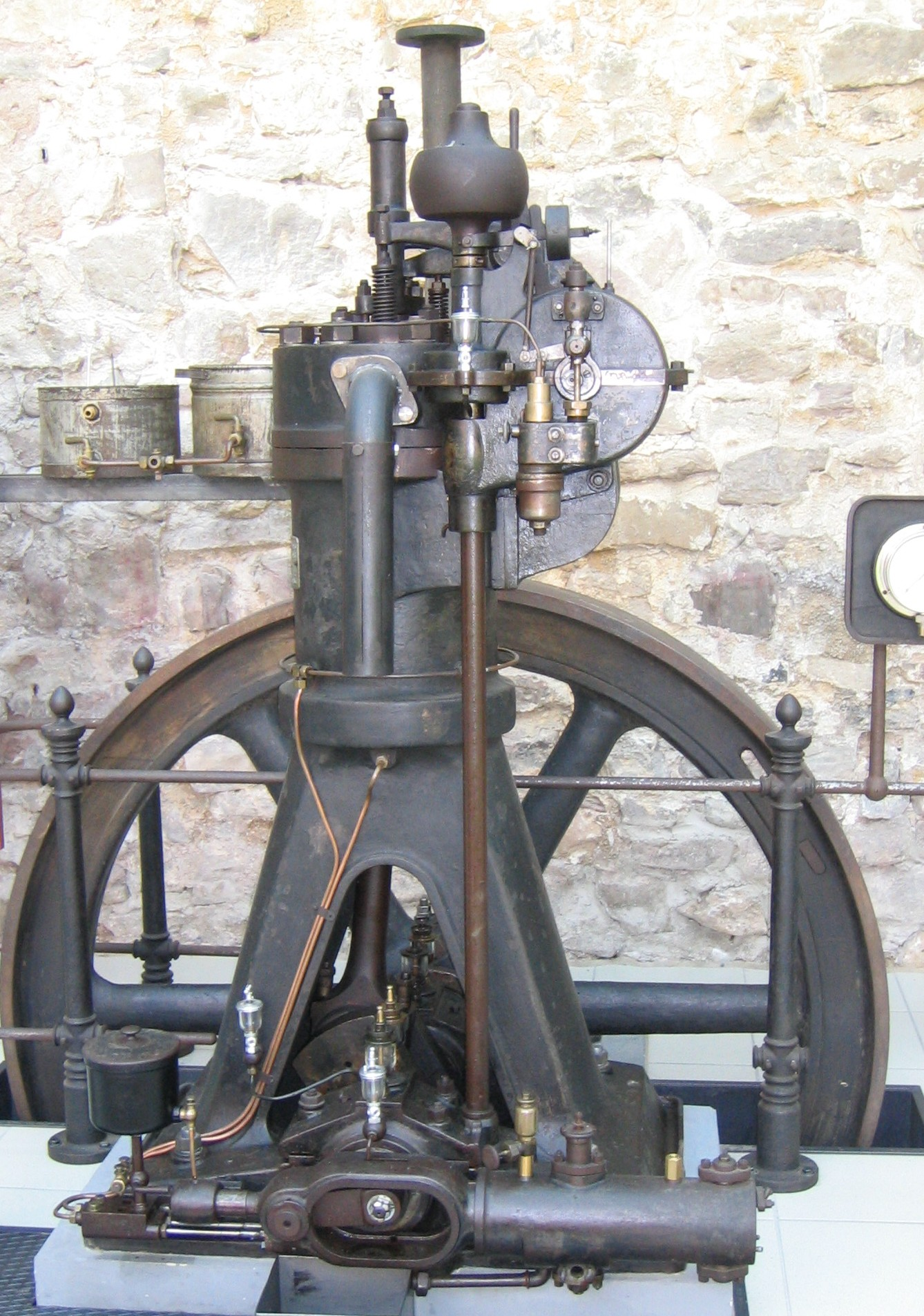
DM12 – silnik wysokoprężny pierwszej generacji (1906)

Silnik o zapłonie samoczynnym (znany jako silnik wysokoprężny lub silnik Diesla, ZS) – silnik cieplny spalinowy tłokowy o spalaniu wewnętrznym, w którym ciśnienie maksymalne czynnika jest znacznie większe niż w silnikach niskoprężnych (z zapłonem iskrowym), a do zapłonu paliwa nie jest wymagane zewnętrzne źródło energii – następuje zapłon samoczynny. Do cylindra dostarczane jest powietrze, a kiedy tłok zbliża się do swojego GMP, następuje wtrysk paliwa, które następnie spala się po przekroczeniu w komorze spalania temperatury jego zapłonu. Do zainicjowania zapłonu nie są potrzebne tak jak w przypadku silnika o zapłonie iskrowym zewnętrzne źródła ciepła. Stopień sprężania w silnikach wysokoprężnych mieści się w przedziale 12–25.

## Historia
Według publikacji Niemieckiej Akademii Nauk, historia silnika wysokoprężnego zaczyna się od wypożyczenia przez Rudolfa Diesela pruskiego patentu (wydanego w Poznaniu) od Jana Nadrowskiego, którego Nadrowski nie zgłosił w Reichsamtcie, gdyż wiązało się to z pewnymi kosztami. Na podstawie patentu Nadrowskiego Diesel opatentował silnik w Monachium i zarejestrował w Reichsamtcie. Nadrowski wytoczył Dieslowi proces o oszustwo. Na pytanie sądu czy Diesel wcześniej zajmował się tematem silnika wysokoprężnego, pozwany Diesel przedłożył schemat chłodziarki na amoniak Ferdinanda Carrégo.

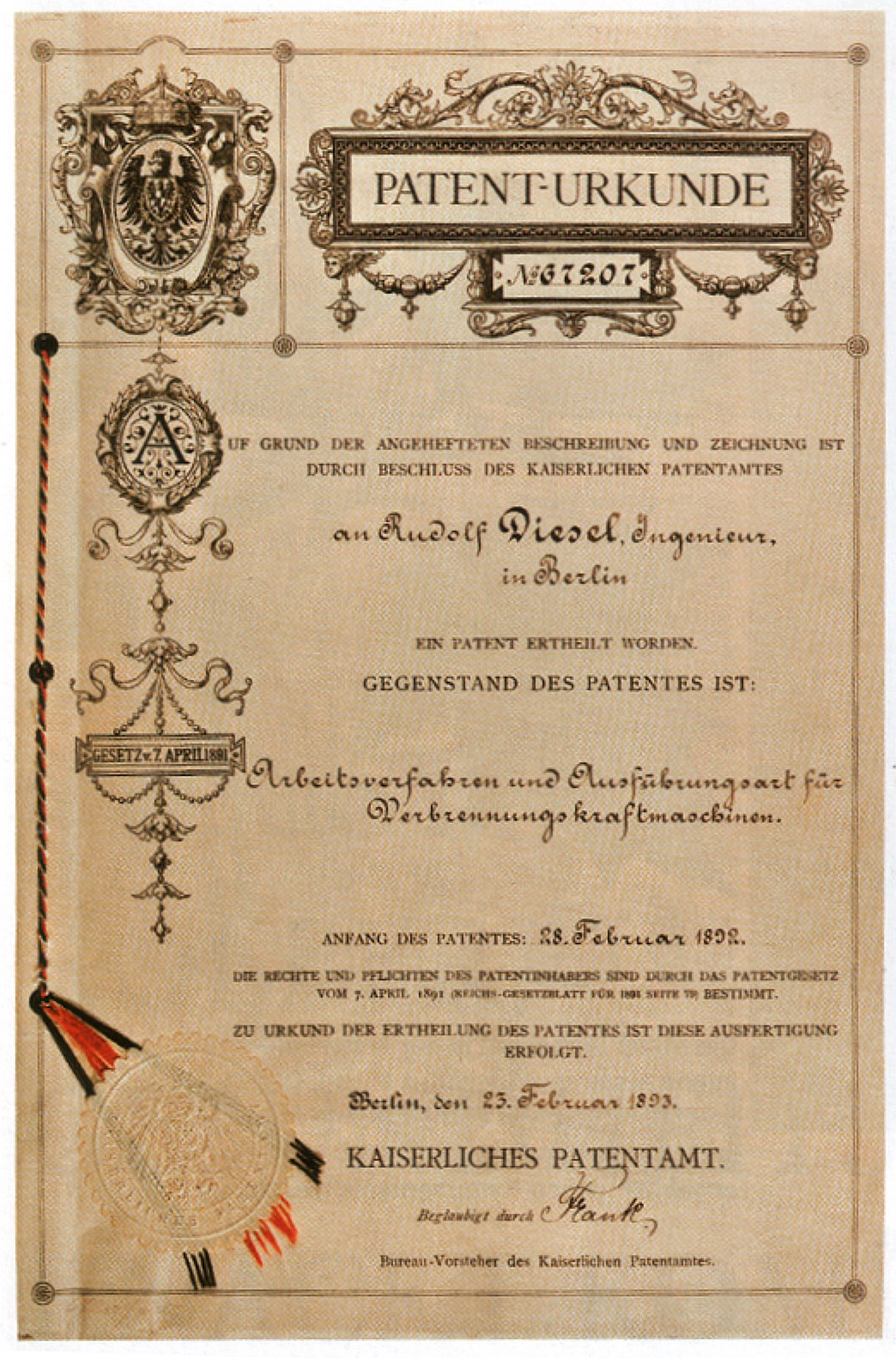
Świadectwo patentowe Rudolfa Diesla

W 1892 roku Rudolf Diesel skonstruował silnik o nieco zmienionej konstrukcji i zasadzie działania niż silniki spalinowe znane dotychczas. Przyświecającym mu celem było stworzenie maszyny jeszcze wydajniejszej, a opierającej się na ogólnej koncepcji silnika spalinowego. 23 lutego 1893 r. zdobył patent na swą konstrukcję „silnika o zapłonie samoczynnym”.
W roku 1897 Rudolf Diesel zbudował pierwszy dwucylindrowy silnik o zapłonie samoczynnym, który otrzymał nagrodę Grand Prix na wystawie w Paryżu.
Konstrukcja silnika, którą opracował R. Diesel była bardzo zawodna i trudna w eksploatacji poprzez zastosowanie wtrysku paliwa do cylindra za pomocą sprężonego powietrza. Układ wtryskowy wymagał wielostopniowej sprężarki, aby uzyskać wystarczająco wysokie ciśnienie powietrza, za pomocą którego wtryskiwana i rozpylana była dawka paliwa. Przy ówczesnej technologii materiałowej zapewnienie odpowiedniej trwałości i niezawodności sprężarki było trudne, powiększało to gabaryty i ciężar niemałego silnika, oraz zwiększało liczbę części ruchomych wymagających okresowego serwisowania. Dopiero opracowanie hydraulicznego systemu wtrysku paliwa (James Mc Kechnie patent w 1910) pozwoliło na szeroki rozwój silników wysokoprężnych pracujących na oleju napędowym, ale już nie według klasycznego obiegu Diesla (stałe ciśnienie spalania), tylko według obiegu Sabathe’a (przemiana izochoryczna i przemiana izobaryczna). 
Dużą rolę w rozwoju silnika odegrał inż. Prosper L’Orange zatrudniony w przedsiębiorstwie Benz & Cie, który zaprojektował w 1908 r. komorę wstępną. Pierwszy silnik dieslowski produkcji przedsiębiorstwa MAN był jednocylindrowym gigantem o pojemności niemal 20 litrów, który przy prędkości 172 obrotów na minutę rozwijał moc prawie 15 kW.
W 1936 roku Mercedes-Benz zastosował silnik Diesla po raz pierwszy w seryjnym aucie osobowym.

### Kalendarium
- 1897 – prace rozwojowe silnika doprowadziły do uzyskania silnika o stosunkowo dobrych właściwościach eksploatacyjnych,
- 1900 – polski inżynier Marian Lutosławski w warszawskim hotelu Bristol zbudował pierwszą w Polsce elektrownię zasilaną silnikiem Diesla[3].
- 1902–1910 – przedsiębiorstwo MAN wyprodukowało 82 stacjonarne silniki wysokoprężne DM12,
- 1903 – zastosowanie pierwszego silnika wysokoprężnego do napędu statków i początek powolnego wypierania napędu parowego,
- 1908 – uzyskanie wystarczająco precyzyjnej pompy wtryskowej oraz zastosowanie komory wstępnej,
- 1923 – pierwszy ciągnik i ciężarówka napędzana silnikiem wysokoprężnym[4],
- 1933 – pierwsze zastosowania w samochodach osobowych (Citroën Rosalie)[4],
- 1934 – pierwszy czołg z napędem diesla (7TP – Polski Czołg Lekki),
- 1936 – pierwszy seryjnie produkowany samochód osobowy z silnikiem wysokoprężnym (Mercedes-Benz 260 D)[4],
- 1937 – pierwsze zastosowania do napędu samolotów (Junkers)
- 1968 – zastosowanie silnika wysokoprężnego ustawionego poprzecznie przez Peugeota w modelu 204.
- 1986 – silnik wysokoprężny z wtryskiem bezpośrednim (Fiat Croma TDid) zastosowany w produkcji wielkoseryjnej samochodów osobowych,
- 1993 – FIAT patentuje i wprowadza na rynek (w 1997 r.) technologię common rail,
- 2004 – w krajach Europy Zachodniej udział nowo rejestrowanych samochodów z silnikiem wysokoprężnym przekracza 50%.

## Zasada działania

### Ssanie
Do cylindra, w wyniku przesuwania się tłoka i wystąpienia dzięki temu podciśnienia, zasysane jest z otoczenia czyste powietrze. Suw ssania kończy się zamknięciem zaworu ssącego (silnik czterosuwowy) lub przesłonięciem kanału dolotowego (silnik dwusuwowy).

### Sprężanie
Zassane do cylindra powietrze (o temperaturze zbliżonej do temperatury otoczenia) jest następnie sprężane w wyniku ruchu tłoka w stronę głowicy przy zamkniętych zaworach. Podczas sprężania rośnie intensywnie temperatura powietrza do bardzo wysokiej wartości.

### Praca (ekspansja)
Temperatura powietrza pod koniec sprężania jest tak wysoka, że możliwy jest zapłon wtryśniętej dawki paliwa do przestrzeni nad tłokiem znajdującym się w pobliżu górnego martwego położenia. Paliwo wtryskiwane jest pod wysokim ciśnieniem (zob. hydrauliczny system wtrysku paliwa), dzięki czemu uzyskuje się dobre rozpylenie paliwa. Bardzo małe krople paliwa otoczone gorącym powietrzem szybko odparowują, a pary paliwa, dzięki dużej turbulencji, dobrze mieszają się z powietrzem tworząc jednorodny palny gaz. Gaz ten ulega samozapłonowi wywołanemu wysoką temperaturą. W wyniku spalania silnie rośnie temperatura gazu. Spalanie rozpoczyna się, gdy tłok znajduje się w pobliżu górnego położenia zwrotnego tłoka. Jest to początek ekspansji czynnika roboczego i wykonywania pracy. Początkowo, wraz ze wzrostem temperatury, rośnie także ciśnienie czynnika, lecz wzrost prędkości poruszania się tłoka powoduje, że ciśnienie zaczyna maleć, a rośnie objętość właściwa gazu. Spalanie kończy się jeszcze w czasie ruchu tłoka w stronę dolnego martwego położenia.
Podczas suwu pracy ujawnia się główna różnica pomiędzy silnikiem o zapłonie samoczynnym a silnikiem o zapłonie iskrowym pracującym według cyklu Otta. W silnikach o zapłonie iskrowym spalanie mieszanki zachodzi bardzo szybko i wiąże się z gwałtownym wzrostem temperatury i ciśnienia w cylindrze (przemiana izochoryczna). W silnikach Diesla spalanie jest wolniejsze i następuje w dużej mierze podczas cofania tłoka. Ciśnienie podczas spalania jest mniej więcej stałe, rośnie natomiast temperatura i objętość gazu (czyli jest to przemiana izobaryczna).

### Wydech
Gdy tłok znajduje się w pobliżu dolnego martwego położenia, następuje otwarcie zaworu wylotowego. Ponieważ ciśnienie gazu w cylindrze jest wyższe od ciśnienia otoczenia, następuje wylot gazu do otoczenia. Zawór ten jest otwarty także podczas ruchu tłoka w kierunku głowicy i prawie wszystkie gazy spalinowe zostają wydalone z cylindra.

## Podstawy termodynamiczne
Obiegiem porównawczym współczesnych silników wysokoprężnych jest obieg Seiligera-Sabathé.  Obieg ten składa się z następujących przemian charakterystycznych:
- adiabatyczne sprężanie,
- izochoryczne podgrzewanie czynnika,
- izobaryczne podgrzewanie czynnika,
- adiabatyczne rozprężanie,
- izochoryczne oziębianie czynnika.

Obieg porównawczy jest obiegiem teoretycznym. Silnik rzeczywisty pracuje wg obiegu, składającego się z nieco innych przemian. Sprężanie i rozprężanie nie są adiabatyczne, ponieważ występuje wymiana cieplna ze ściankami cylindra, głowicą, tłokiem i innymi elementami. Nawet, gdyby występujące procesy były adiabatyczne, nie byłyby odwracalne. Ogrzewanie czynnika nie jest izobaryczne, następuje najpierw wzrost ciśnienia, a potem jego spadek. Najważniejszą różnicą jest to, że obieg porównawczy opisuje układ zamknięty (wykorzystywany jest wciąż ten sam czynnik), a obieg rzeczywisty układ otwarty (następuje wymiana czynnika roboczego).

## Rozwiązania konstrukcyjne
W powszechnie stosowanych silnikach paliwo wtryskiwane jest do komory wstępnej, komory wirowej lub bezpośrednio do cylindra. W silnikach z komorą wstępną i wirową stosuje się zwykle świece żarowe, których żarzenie (rozgrzanie do czerwoności) wspomaga wystąpienie samozapłonu w zimnym silniku. Występuje tu bowiem silniejsze chłodzenie sprężanego powietrza od chłodnych ścianek cylindra i głowicy, niż w przypadku silnika z wtryskiem bezpośrednim. Zasilanie paliwem odbywa się poprzez układ hydraulicznego systemu wtrysku paliwa. Są to pompy sekcyjne, pompy rozdzielaczowe i nowoczesne rozwiązania konstrukcyjne (pompowtryskiwacze, system common rail) – te ostatnie konstrukcje świec żarowych zasadniczo nie wymagają.

## Paliwa
Paliwem spalanym w silniku wysokoprężnym jest zwykle olej napędowy lub (w przypadku wolnobieżnych silników wielkogabarytowych) mazut. Istotną cechą paliw dla silników wysokoprężnych jest liczba cetanowa, która świadczy o zdolności do samozapłonu. Ponadto paliwo musi spełniać funkcje smarne w układzie wtrysku paliwa, przez co paliwa alternatywne do silników wysokoprężnych (np. zużyty lub świeży olej roślinny – zob. olej rzepakowy) do nowoczesnych systemów wtrysku nie nadają się, ponieważ istnieje możliwość zatarcia i zablokowania sadzami precyzyjnych otworków wtryskiwaczy. Ponadto jego liczba cetanowa jest niska, co stanowi istotną wadę (zwiększa się znacznie zwłoka zapłonu i silnik wchodzi w obszar dymienia). Znacznie lepsze są estry olejów roślinnych (tzw. biodiesel). Zużycie tego paliwa jest wyższe o kilka procent, co wynika z mniejszej wartości opałowej niż oleju napędowego. Warto wspomnieć, że pierwszy silnik wysokoprężny, zbudowany przez Rudolfa Diesla zasilany był olejem arachidowym.

## Parametry charakterystyczne
- Stopień sprężania – od 14 do 23
- Ciśnienie sprężania – od 3 do 4,5 MPa
- Ciśnienie spalania – od 5 do 8 MPa
- Ciśnienie wtrysku paliwa – od 12 do 200 MPa

## Wpływ spalin z diesla na zdrowie człowieka
Zanieczyszczenia zawarte w spalinach z pojazdów z silnikiem diesla są czynnikiem ryzyka różnych chorób:
- Cząsteczki stałe PM10, PM2,5 i mikrocząsteczki:

Wraz z powietrzem przenikają do górnych dróg oddechowych i, w zależności od wielkości, dalej do innych narządów. PM10 zatrzymują się w płucach, PM2,5 docierają do oskrzeli, natomiast mikrocząsteczki są na tyle małe, że przez oskrzela dostają się do krwiobiegu i są rozprowadzane po całym organizmie.
1. Badania dowodzą, że nawet ekspozycja na krótkotrwałe wysokie stężenie PM10 może wywołać zawał serca lub udar mózgu[5].
2. Cząsteczki zatrzymujących się w płucach powodują kaszel, zadyszkę oraz zwiększają ryzyko zakażenia infekcjami układu oddechowego[6].
3. Powodują zaostrzenie objawów alergicznych oraz objawów chorób układu oddechowego, np. astmy[7].
4. Nadmierna ekspozycja na PM2,5 i PM10 jest czynnikiem ryzyka nowotworu płuc[8].
5. Cząsteczki stałe we wdychanym powietrzu podnoszą poziom kortyzolu (hormonu stresu)[9].

- Tlenki azotu (NO
x):

1. W 2019 roku udowodniono wpływ dwutlenku azotu na rozwój astmy u dzieci żyjących w miastach. Szacuje się, że aż 95% przypadków astmy dziecięcej na świecie da się powiązać z ekspozycją na zanieczyszczenia zawierające NO
2[10].
2. Długofalowo, przy nadmiernej ekspozycji, dwutlenek azotu jest czynnikiem ryzyka chorób układu oddechowego i układu sercowo-naczyniowego oraz nowotworów płuc[11] i raka piersi[12].

- Ozon troposferyczny (O
3):

1. Dłuższa ekspozycja na ozon prowadzi do powstawania stanów zapalnych w obrębie dróg oddechowych oraz stresu oksydacyjnego[13].
2. Mieszkańcy obszarów, na których występują wysokie poziomy ozonu troposferycznego często doświadczają bólu płuc w trakcie oddychania, bólu gardła, podrażnień śluzówki nosa, kaszlu, łzawienia oczu, bólu głowy, senności.
3. Może zaburzać funkcje układu hormonalnego i układu krążenia[13]
4. Pośrednio, wchodzą w reakcje, w których tworzą się inne związki, np. tlenki azotu, O
3 odpowiada za konsekwencje zdrowotne tych związków.

- Wielopierścieniowe węglowodory aromatyczne (PAHs):

1. W zanieczyszczeniach pochodzących z pojazdów z silnikiem diesla występują przede wszystkim duże węglowodory aromatyczne np. najczęściej benzopiren. To właśnie one uważane są za kancerogenne[14].
2. Aktualne dane wskazują na ich związek z rozwojem chorób układu sercowo-naczyniowego, mają również negatywny wpływ na rozwój płodu[15].
3. Odmiany PAHs, zawierające atomy azotu, siarki lub tlenu na pierścieniach, zaburzają pracę układu endokrynnego, głównie prowadząc do wzrostu poziomu estrogenów[15].